# Дослідження збагачуваності корисних копалин пінною сепарацією
Дослідження збагачуваності корисних копалин пінною сепарацією

Рис. 1.

Верхня межа частинок, що ефективно флотуються в машинах механічного і пневмомеханічного типу, звичайно не перевищує 0,5 мм. Підвищення крупності частинок, що селективно вилучаються у пінний продукт, може бути досягнуто пінною сепарацією, підбором оптимальних реагентних режимів, створенням оптимальних аеро- і гідродинамічних параметрів руху пульпи  в машині, використанням апаратів спеціальної конструкції.
Пінна сепарація полягає у тому, що оброблений реагентами грубозернистий вихідний матеріал подають на шар піни таким чином, що гідрофобні частинки виносяться потоком піни у концентрат, а камерний продукт видаляють у відходи. Крупність частинок, що вилучаються у процесі пінної сепарації, у 3—7 разів вище, ніж у механічних флотаційних машинах. Застосування пінної сепарації дозволяє видалити основну масу пустої породи в крупнозернистому стані, вивести у товарний концентрат крупновкраплені рудні мінерали в голові процесу, видалити з процесу подрібнені крупнозернисті крихкі мінерали, підвищити якість товарних концентратів за рахунок збагачення крупнозернистих шламів.
Досліди, спрямовані на оптимізацію технологічного режиму пінної сепарації, проводять на лабораторних установках (Рис. 1), які дозволяють вести дослідження як на разових наважках, так і у безперервному режимі.
Лабораторну пробу масою 0,3—1 кг подрібнюють звичайно у стержневих млинах. Оскільки час перебування гідрофобізованих частинок у апараті не перевищує 10 с, а період мінералізації бульбашок у зоні подачі матеріалу в піну ще менше, процесу кондиціонування приділяють максимальну увагу. Для вилучення частинок підвищеної крупності застосовують добавки в’язких аполярних реагентів — масел (мазут, нігрол, веретенне масло та ін.). Тому реагентні суміші емульгують. Час кондиціонування пульпи, як правило, не перевищує 3 хв.
Досліди проводять при разовій подачі матеріалу на пінний шар, коли протягом декількох секунд отримують кінцеві продукти збагачення, а також при багаторазовій сепарації у пінному шарі камерного продукту. У останньому випадку стисле повітря подають у аератори камери сепарації та аероліфта. Перший спосіб звичайно застосовують для збагачення знешламленого матеріалу оптимальної крупності, другий — для матеріалу недостатньо знешламленого.
У процесі досліджень визначаються такі параметри: навантаження по твердому і пульпі, густина і ґранулометричний склад живлення, тривалість кондиціонування і витрата реагентів, аерація і товщина пінного шару, умови подачі матеріалу у піну і швидкість знімання піни.
Продукти сепарації піддають ситовому, фракційному та мінералогічному аналізу. На основі результатів досліджень речовинного складу проби, оптимізації режимів її подрібнення, кондиціонування і збагачення визначають місце пінної сепарації у технології переробки досліджуваної корисної копалини.